# Pagode des Ambassadeurs
La pagode des Ambassadeurs (en vietnamien: Chùa Quán Sứ) est une pagode bouddhiste située 73 rue Quán Sứ à Hanoï.

## Histoire
La pagode des Ambassadeurs a été construite au XVe siècle sous le patronage de la dynastie Lê. À ce moment-là, il n’y avait aucune pagode mais uniquement quelques fermettes qui servaient de lieu de culte. Selon l’ouvrage Hoàng Lê nhất thống chí, pendant les années de règne de l’empereur Lê Thế Tông, le Champa et le Laos (Ai Lao) ont souvent envoyé des ambassadeurs avec des cadeaux pour rendre hommage au Dai Viet (nom officiel du Vietnam sous la dynastie Lê). L’empereur a alors ordonné de construire un bâtiment appelé Quán Sứ  (littéralement, « ambassade » en vietnamien) dans le but d’accueillir des ambassadeurs étrangers à Thăng Long (l’actuelle Hanoï). Comme tous les ambassadeurs étaient bouddhistes, on a décidé de construire aussi une pagode tout près pour faciliter la culte. Aujourd’hui, seule la pagode demeure.
Selon le texte du Docteur Lê Duy Trung gravé sur des stèles en 1855, la pagode était près du poste militaire de Hau Quan, pendant les premières années de l’ère Gia Long (1802-1819). En 1822, elle a été rénovée afin que des résidents militaires puissent y exercer leur culte. Lorsque les troupes l’ont quittée, la pagode a été remise aux villageois. Le moine Thanh Phuong, le supérieur de la pagode à ce moment-là, a fait construire des couloirs, peindre des statues et mouler des cloches en cuivre. La pièce antérieure était dédiée au Bouddha et la postérieure était consacrée au Maitre Minh Không qui a vécu sous la dynastie Ly.

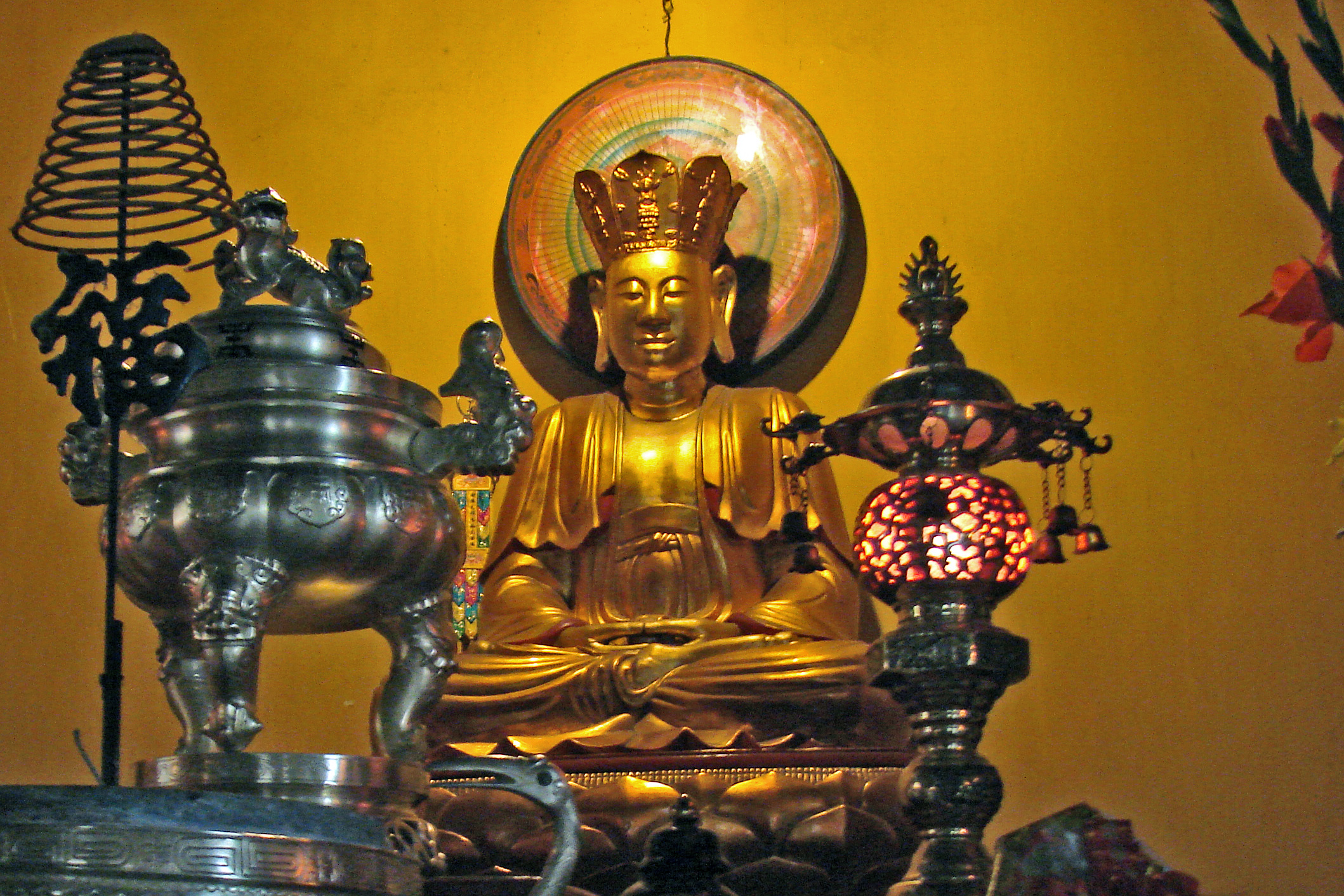
Autel dans la pagode des Ambassadeurs
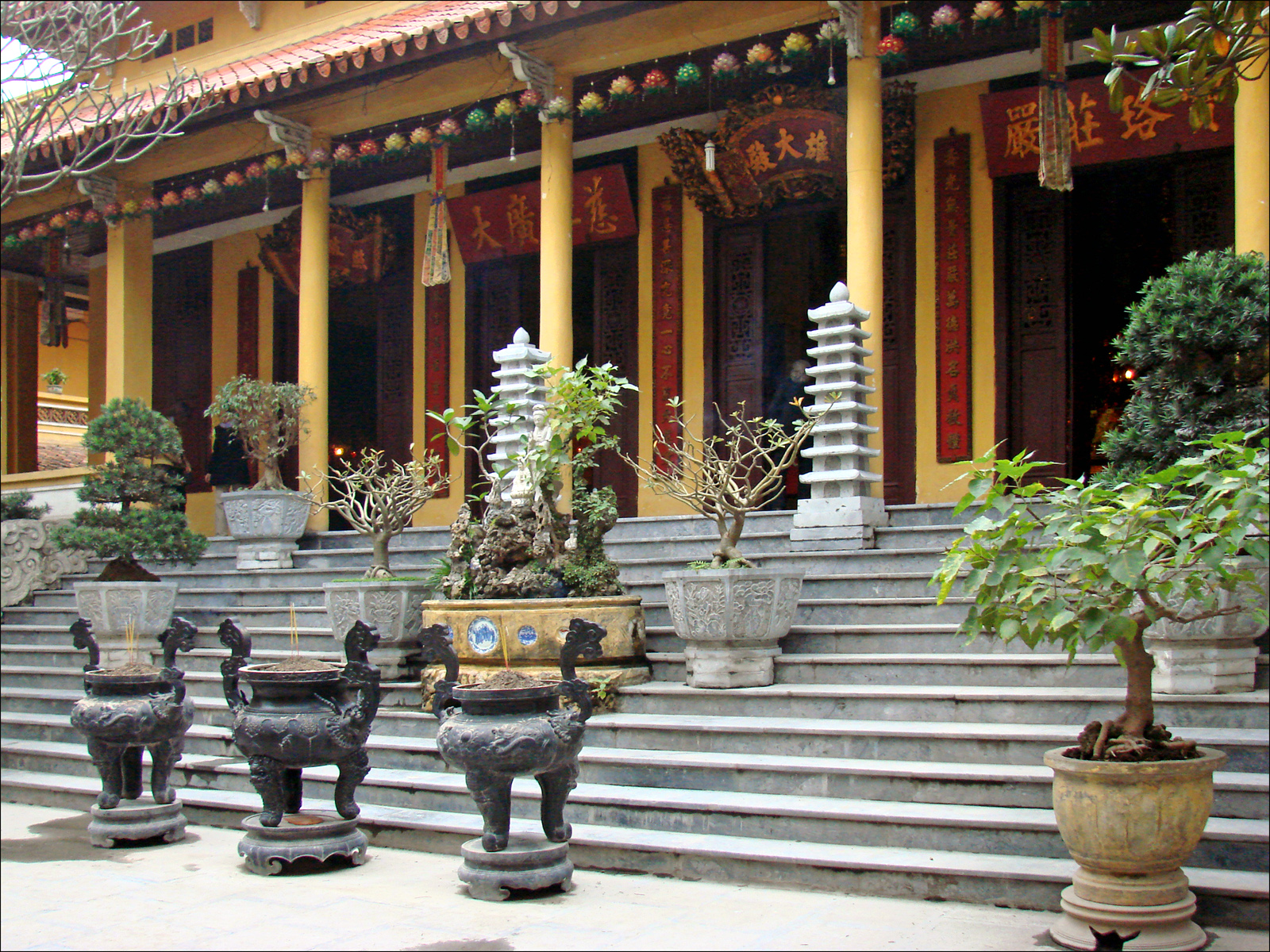
Entrée de la pagode des Ambassadeurs